# Willem II van Craon
Willem II van Craon (circa 1342/1345 - 1410) was van 1387 tot aan zijn dood burggraaf van Châteaudun. Hij behoorde tot het huis Craon.

## Levensloop
Willem II was de oudste zoon van Willem I van Craon, burggraaf van Châteaudun, uit diens huwelijk met Margaretha van Dampierre, dochter van heer Jan van Crèvecœur.
Na de dood van zijn vader in 1387 werd hij burggraaf van Châteaudun, dat hij al sinds 1381 zelfstandig bestuurde, en heer van Marcillac. Hij kwam tevens in het bezit van de heerlijkheden Sainte-Maure, Nouâtre, Ferrière-Larçon, Ferrière-sur-Beaulieu, Verneuil, Pressigny, Châteauneuf, Jarnac, Montbazon, Villandry, Savonnières, Montsoreau, Brandon, Marnes en Moncontour; die hij had verworven via zijn huwelijk met Johanna Savary van Montbazon, erfgename van Reinoud Savary van Montbazon. Uit het huwelijk, dat in 1372 werd gesloten, werden acht kinderen geboren.
Willem II was tevens kamerheer van koning Karel VI van Frankrijk. Hij overleed in 1410.

## Nakomelingen
De acht kinderen van Willem II en zijn echtgenote Johanna waren:
- Amalrik (1372-1390), sneuvelde tijdens een militaire expeditie in Tunesië
- Willem III (overleden tussen 1407 en 1410), burggraaf van Châteaudun
- Jan (overleden in 1415), burggraaf van Châteaudun
- Margaretha, vrouwe van Marcillac, Montbazon en Sainte-Maure, huwde met heer Gwijde VIII van La Rochefoucauld
- Isabella, huwde met Willem Odard, heer van Verrières-en-Loudunois
- Maria, vrouwe van Montsoreau en Jarnac, huwde eerst in 1396 met ridder Maurice Mavinet en daarna in 1404 met Lodewijk I Chabot, heer van la Grève
- Johanna, huwde met Peter II van Tournemine, heer van la Hunaudaye
- Louise, huwde eerst met heer Miles van Hangest en daarna met heer Jan van Mailly